# 石蔭梨木道公園

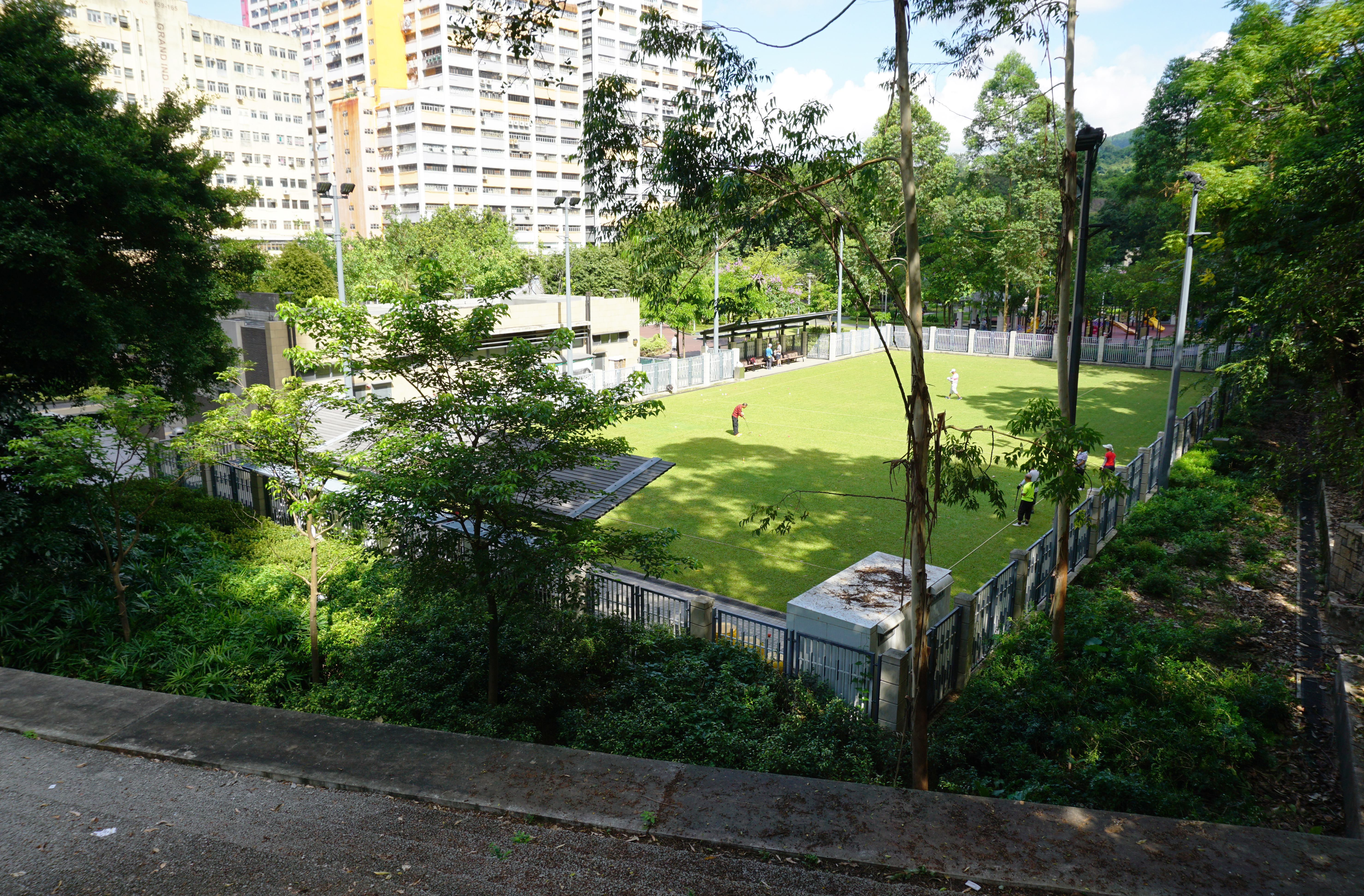
多用途草地

石蔭梨木道公園（英語：Shek Yam Lei Muk Road Park），位於香港新界葵青區，上葵涌梨木道與和宜合道交界處，毗鄰石蔭邨，佔地1.5公頃，是一個由康樂及文化事務署管理的公園。公園的原址為重建前的、第一代石蔭邨之第3座、第4座及第5座，建於1968年－1969年，屬於新型廉租大廈。該三座公共屋邨分別於1995年及2001年清拆，直至2009年方建成並啟用成為現時的石蔭梨木道公園。
石蔭梨木道公園設施包括1個多用途天然草球場、兒童遊樂設施、長者健體設施、足健徑、3個涼亭、8個避雨亭、1個大型休憩草坪、1套洗手間連殘疾人士洗手間及1條緩跑徑。

## 參看
- 香港公園列表

## 外部連結
- 《康樂及文化事務署－共融遊樂設施》